# Robert Ames (Dirigent)

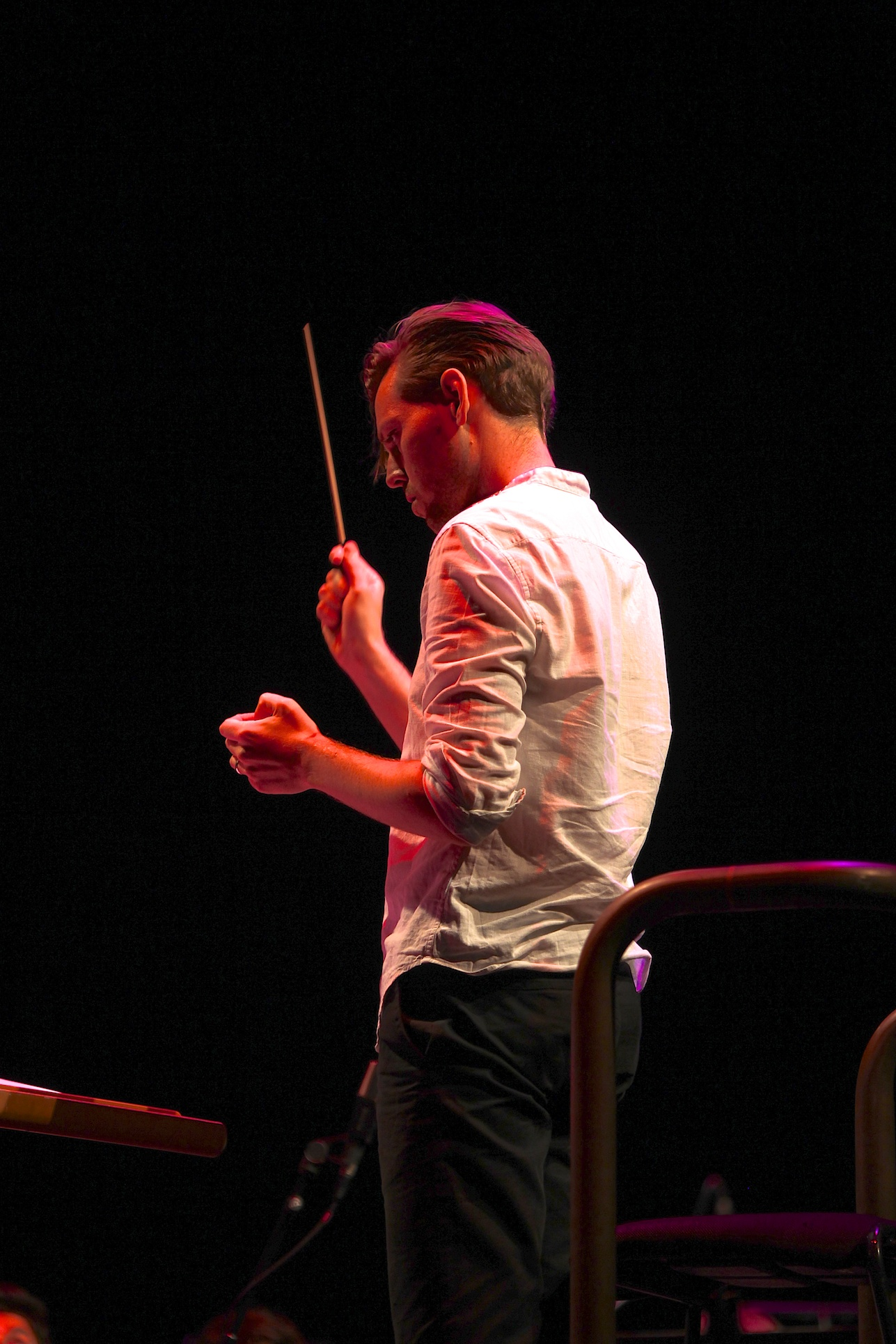
Robert Ames, 2015

Robert Ames (* 8. Oktober 1985 in Kettering, Northamptonshire) ist ein englischer Orchesterleiter, Violaspieler und Musikproduzent.
2008 gründete er zusammen mit Hugh Brunt das London Contemporary Orchestra. Ames und Brunt sind Co-Dirigenten und gemeinsam künstlerische Leiter des Orchesters.

## Leben
Robert Ames, der schon während seiner Schulzeit Wochenendkurse an der Royal Academy of Music belegte, studierte Viola bei Martin Outram. Ames und Hugh Brunt kennen sich seit ihrer Jugend und hielten auch während ihres Studiums Kontakt. 2008 gründeten sie zusammen das London Contemporary Orchestra, das sich in kurzer Zeit zu einem der führenden Londoner Sinfonieorchester mit Schwerpunkt auf der zeitgenössischen Musik, Cross over und experimenteller Musik entwickelte. 2015 wurde das Orchester mit dem Royal Philharmonic Society Music Award in der Kategorie Ensemble ausgezeichnet
Robert Ames ist Gründungsmitglied des Gagliano Ensemble, das regelmäßig im Vereinigten Königreich und im Ausland gastiert.
Ames hat mit zahlreichen Komponisten zusammengearbeitet. Zu ihnen zählen u. a. Peter Maxwell Davies, Pierre Boulez, George Benjamin, Harrison Birtwistle, Jonathan Cole und Mark-Anthony Turnage.
Seit 2010 sind er als Violasolist, bzw. das LCO unter seiner Leitung an der Filmmusik von mehreren Spielfilmen beteiligt.